# ひぬまあじさいまつり
ひぬまあじさいまつりは、毎年6月下旬 - 7月上旬にかけて、茨城県東茨城郡茨城町中石崎の涸沼自然公園園内で行われる祭りである。第1回は2010年。

## 概要
涸沼自然公園園内のアジサイは山の斜面に約1万株以上植えられており、涸沼から流れる涼しい風の影響で、他の地域より少し遅れて開花するのが特徴である 。

一番の見ごろは7月上旬 で、2013年には約21,000人の人出があった。

2020年は新型コロナウイルスの感染拡大のため中止。2021年はステージイベントを除き2年ぶりに感染対策の上開催された。2024年からは再び2019年以前の規模で開催。

## 歴史
| 開催回数 | 開催年月日                          | ステージイベント開催日        | 備考 |
| -------- | ----------------------------------- | ----------------------------- | --- |
| 1        | 2010年（平成22年）6月26日 - 7月19日 | 7月3日                        | 第1回のステージイベントは抽選会の他、町内の幼稚園、小中学校の発表会、伝統芸能が披露された。 |
| 2        | 2011年（平成23年）7月1日 - 7月18日  | 7月9日                        | 東日本大震災の発生により、まつりの期間が短縮。中止された2020年を除けば、開催日数18日間は歴代で最も短い。 |
| 3        | 2012年（平成24年）6月23日 - 7月16日 | 7月8日                        | まつりの開幕が6月に戻り、イベントの開催日が日曜開催に変更。 |
| 4        | 2013年（平成25年）6月22日 - 7月15日 | 7月6日                        | イベントの開催日が再び土曜日開催に戻る、この年からアイドルグループによるライブが行われる。 |
| 5        | 2014年（平成26年）6月21日 - 7月13日 | 7月5日 - 6日                  | イベントの開催日が7月第1土曜、日曜の2日間開催になる。 |
| 6        | 2015年（平成27年）6月20日 - 7月12日 | 7月4日 - 5日                  | この年から町内各飲食店で当祭とのタイアップ事業「あじ彩ランチ」が開催される。 |
| 7        | 2016年（平成28年）6月18日 - 7月10日 | 7月2日 - 3日                  | |
| 8        | 2017年（平成29年）6月17日 - 7月9日  | 7月2日                        | この年から再びステージイベント開催日が1日に短縮。その代わりにイベント開催時間を20時まで延長し、あじさいの谷ライトアップを開催した。この年からイベント開催日の会場までの無料シャトルバスが水戸駅南口からも運行されるようになった。 |
| 9        | 2018年（平成30年）6月23日 - 7月16日 | 7月8日                        | 平成最後の開催。この年からまつりの開催終了日が再び7月第3月曜日になる。 |
| 10       | 2019年（令和元年）6月22日 - 7月15日 | 6月30日                       | 令和最初の開催。この年のみ、イベントが6月中の開催となり、期間中の土日はあじさいミストを行った。 |
| 開催中止 | 2020年（令和2年）                   | -                             | 新型コロナウイルスの感染拡大に伴い、この年の開催を全面的に中止。あじさいまつりの代替企画として、YouTUBEの茨城町公式チャンネルにおいて『2020茨城町涸沼自然公園～あじさいの季節～』が配信された。                                   |
| 11       | 2021年（令和3年）6月19日 - 7月19日  | -                             | 感染対策を講じて、2年ぶりに開催されたが、ステージイベントは前年同様、開催中止された。 |
| 12       | 2022年（令和4年）6月18日 - 7月18日  | 7月3日 （ふれあいマーケット） | ステージイベントに代わる企画として、ふれあいマーケットを開催した。 |
| 13       | 2023年（令和5年）6月17日 - 7月17日  | 7月2日 （ふれあいマーケット） | 今年もふれあいマーケット中心ではあったものの、re-mitoのライブが行われるなど、規模縮小ではあったがステージイベントが復活した。更に新企画として、笹飾りが登場した。                                                                 |
| 14       | 2024年（令和6年）6月15日 - 7月15日  | 7月7日                        | 2019年以来5年ぶりにステージイベントを通常規模で開催。 |
| 15       | 2025年（令和7年）6月14日 - 7月13日  | 6月29日                       | |

## ステージイベント
祭り期間中の毎年7月第1土日前後には、中央のイベント広場に於いて、ステージイベントが開催される。2013年の第4回までは1日のみだったが、2014年の第5回からは2日間の開催となった が、2017年の第8回から再び1日のみの開催に戻った。

ステージイベントでは茨城町内の小中学校のダンスパフォーマンスや、水戸ご当地アイドル（仮）のステージライブなどが行われる。

2017年の第8回と2018年の第9回はイベント終了時刻を20時まで延長し、あじさいライトアップを行った。

2019年の第10回はイベントを始まって以来初の6月中（6月30日）に行い、期間中の土日はあじさいミストを行った。

2021年の第11回はステージイベント自体は行われなかった。

2022年の第12回と2023年の第13回はステージイベントに代わる企画として、ふれあいマーケットを開催した。

2024年の第14回は5年ぶりに通常規模でステージイベントを行った。

## イメージソング
- 『あじさいのパレード』（歌:猫に女子（加藤育実とサブノスケノスケ））

あじさいまつり10周年記念に制作された。

## アクセス
- 車利用

北関東自動車道水戸南ICから県道179号、県道106号利用で約15分。
※ステージイベントが行われる日は茨城町役場玄関前から当会場までの無料シャトルバスが運行される。2017年からは水戸駅南口から当会場へのシャトルバスも運行される。